# Olios ventrosus
Olios ventrosus är en spindelart som beskrevs av Hercule Nicolet 1849. Olios ventrosus ingår i släktet Olios och familjen jättekrabbspindlar. Inga underarter finns listade i Catalogue of Life.